# 己二醯氯
己二醯氯，又名氯化己二醯基是一种有机化合物。

## 性质及应用
遇到火、高熱可燃，與氧化劑可發生反應。遇水反應劇烈。
可在醫藥方面作為合成抗生素的原料。